# Ƀ
Cette page contient des caractères spéciaux ou non latins. S’ils s’affichent mal (▯, ?, etc.), consultez la page d’aide Unicode.
La lettre Ƀ (minuscule ƀ), ou B barré est une lettre additionnelle qui est utilisée dans l’écriture du jaraï, du katu, du mnong central et du rhade au Vietnam ou encore dans les textes standardisés du vieux saxon, formée d’un B diacrité par une barre inscrite. Sa majuscule est parfois utilisée comme symbole non officiel pour la monnaie cryptographique Bitcoin.

## Utilisations
Le b barré ‹ ƀ › a été utilisé comme abréviation médiévale pour ber, bis, bit, bus,.
En vieux saxon, le b barré ‹ ƀ › a été utilisé pour représenter une consonne fricative bilabiale voisée [β].

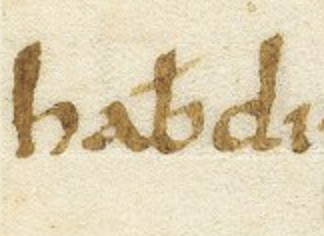
Le ƀ en vieux saxon dans haƀdi dans le manuscrit M du Heliand, IXe siècle.

En vieil anglais, le b barré ‹ ƀ › a été utilisé comme abréviation par exemple pour  bisceop (« évêque »).

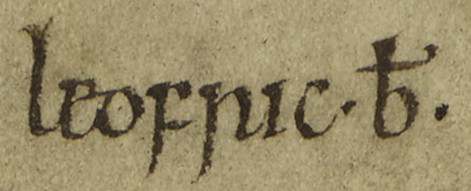
Le ƀ en vieil anglais comme abréviation de bisceop dans le Livre d’Exeter de 970.

Johan Storm utilise le b barré ‹ ƀ › dans la transcription Norvegia présentée en 1884. Otto Jespersen utilise le b barré ‹ ƀ › dans la transcription Dania présentée en 1890.
Dans certaines notations phonétiques américaniste ou indo-européaniste, ƀ représente une consonne fricative bilabiale voisée (précisément décrite par [β] dans l’alphabet phonétique international), comme dans l’Alphabet phonétique de la RFE ou l’Alphabet phonétique du Centro de Estudos Filológicos.
Il a parfois aussi la fome d’un b barré dans la panse ‹ b › dans la Transcription phonétique de l'Institut d'ethnologie.
Au Vietnam, le b barré est utilisé dans l’orthographe mnong central utilisée par le département de l’Éducation dans les années 1970,.
Il est aussi utilisé en jaraï et en rhade.
En katu écrit avec l’alphabet latin, ‹ ƀ › transcrit une consonne occlusive alvéolaire voisée préglottalisée [ˀb] ou une consonne spirante labio-vélaire voisée postglottalisée en fin de mot [wˀ], et est écrite avec ‹ ຜ › avec l’alphasyllabaire lao.

## Graphies

### B barré à travers le contrepoinçon
Le B barré à travers le contrepoinçon ou B barré à travers la panse est un graphème utilisé comme lettre de l’alphabet de l’écriture de l’emberá darién.
L’orthographe du malgache de Mayotte de Noël Jacques Gueunier utilise le b barré à travers la panse pour une consonne occlusive injective bilabiale voisée [ɓ],. Il est notamment utilisé dans la collection de Contes comoriens en dialecte malgache de l’île de Mayotte publiés de 1990 à 2011.
Certains auteurs utilisent le b barré dans la panse comme lettre pour écrire le chimwiini.

### Variantes et formes
| Majuscule | Minuscule | Description                                                                             |
| --------- | --------- | --------------------------------------------------------------------------------------- |
|           |           | Formes barrées à travers le fût.                                                        |
|           |           | Formes avec la majuscule barré en son centre et la minuscule barrée à travers la panse. |

## Représentations informatiques
Cette lettre possède les représentations Unicode suivantes :
| formes    | représentations | chaînes de caractères | points de code | descriptions                    | notes       |
| --------- | --------------- | --------------------- | -------------- | ------------------------------- | ----------- |
| capitale  | Ƀ               | Ƀ                     | U+0243         | lettre majuscule latine b barré | Unicode 5.0 |
| minuscule | ƀ               | ƀ                     | U+0180         | lettre minuscule latine b barré | Unicode 1.1 |